# Ricardo Fontana
Ricardo Fontana (Córdoba, 17 oktober 1950) is een voormalig Boliviaans voetballer, die speelde als verdediger en werd geboren in Argentinië. Hij beëindigde zijn actieve loopbaan in 1993 bij de Boliviaanse club Club Deportivo Chaco Petrolero.

## Clubcarrière
Fontana begon zijn professionele loopbaan bij The Strongest en kwam daarnaast uit voor de Boliviaanse topclubs Club Bolívar en Oriente Petrolero. Met The Strongest won hij viermaal de Boliviaanse landstitel.

## Interlandcarrière
Fontana speelde in totaal dertien interlands voor Bolivia, alle in het jaar 1989. Onder leiding van bondscoach Jorge Habegger maakte hij zijn debuut op 1 juni 1989 in de vriendschappelijke uitwedstrijd tegen Paraguay (2-0). Fontana nam in dat jaar met Bolivia deel aan de strijd om de Copa América in Brazilië.
| Interlands van Ricardo Fontana voor Bolivia | Interlands van Ricardo Fontana voor Bolivia | Interlands van Ricardo Fontana voor Bolivia | Interlands van Ricardo Fontana voor Bolivia | Interlands van Ricardo Fontana voor Bolivia | Interlands van Ricardo Fontana voor Bolivia |
| №                                           | Datum                                       | Wedstrijd                                   | Uitslag                                     | Competitie                                  | Goals                                       |
| Als speler van The Strongest                | Als speler van The Strongest                | Als speler van The Strongest                | Als speler van The Strongest                | Als speler van The Strongest                | Als speler van The Strongest                |
| ------------------------------------------- | ------------------------------------------- | ------------------------------------------- | ------------------------------------------- | ------------------------------------------- | ------------------------------------------- |
| 1                                           | 1 juni 1989                                 | Paraguay – Bolivia                          | 2 – 0                                       | Vriendschappelijk                           | 0                                           |
| 2                                           | 8 juni 1989                                 | Bolivia – Uruguay                           | 0 – 0                                       | Vriendschappelijk                           | 0                                           |
| 3                                           | 14 juni 1989                                | Uruguay – Bolivia                           | 1 – 0                                       | Vriendschappelijk                           | 0                                           |
| 4                                           | 22 juni 1989                                | Bolivia – Chili                             | 0 – 1                                       | Vriendschappelijk                           | 0                                           |
| 5                                           | 27 juni 1989                                | Chili – Bolivia                             | 2 – 1                                       | Vriendschappelijk                           | 0                                           |
| 6                                           | 4 juli 1989                                 | Uruguay – Bolivia                           | 3 – 0                                       | Copa América                                | 0                                           |
| 7                                           | 6 juli 1989                                 | Ecuador – Bolivia                           | 0 – 0                                       | Copa América                                | 0                                           |
| 8                                           | 8 juli 1989                                 | Chili – Bolivia                             | 5 – 0                                       | Copa América                                | 0                                           |
| 9                                           | 10 juli 1989                                | Argentinië – Bolivia                        | 0 – 0                                       | Copa América                                | 0                                           |
| 10                                          | 20 augustus 1989                            | Bolivia – Peru                              | 2 – 1                                       | WK-kwalificatie                             | 0                                           |
| 11                                          | 3 september 1989                            | Bolivia – Uruguay                           | 2 – 1                                       | WK-kwalificatie                             | 0                                           |
| 12                                          | 10 september 1989                           | Peru – Bolivia                              | 1 – 2                                       | WK-kwalificatie                             | 0                                           |
| 13                                          | 17 september 1989                           | Uruguay – Bolivia                           | 2 – 0                                       | WK-kwalificatie                             | 0                                           |

## Erelijst
The Strongest
- Liga de Fútbol

1974, 1977, 1986, 1989